# سد امیرآباد (کامیاران)
سد امیرآباد، سدی از نوع مخزنی و خاکی همگن در شهرستان کامیاران استان کردستان است. هدف از اجرای این سد آبیاری ۵۰۰ هکتار از اراضی کشاورزی با رواناب سطحی است که با استفاده از شبکه آبیاری و زهکشی تحت فشار این سد انجام می‌شود.
| کارفرما:    | شرکت آب منطقه ای کردستان        |
| مشاور طراح: | شرکت مهندسین مشاور آب نیرو      |
| پیمانکار:   | شرکت مهندسی و ساختمان شمس عمران |